# محمد بدیع
محمد بدیع (زاده ۷ اوت ۱۹۴۳ میلادی برابر با مرداد ۱۳۲۲ خورشیدی) در شهر صنعتی محله الکبری در مصر، هشتمین رهبر یا مرشد عام جماعت اخوان المسلمین است. او از سال ۱۹۹۶ میلادی عضو شورای رهبری این گروه بود و بعد از کناره‌گیری محمدمهدی عاکف در سال ۲۰۱۰ میلادی، به جای او رهبر این گروه شد.

## زندگینامه
دکترمحمد بدیع در سال ۱۹۶۵ میلادی از دانشگاه قاهره در رشته دامپزشکی فارغ‌التحصیل شد. دکتر محمد بدیع تحصیلات خود را در رشته پاتولوژی ادامه داد و بعد از گرفتن مدرک تخصص استاد دانشگاه بنی سویف مصر شد. او در همین سال ها به خاطر فعالیت‌های سیاسی مرتبط با اخوان المسلمین برای اولین بار دستگیر شد.
بدیع سابقه ۱۳ سال حبس در زندان‌های حکومت مصر را در پرونده دارد. وی اولین بار در سال ۱۹۶۵ به مدت ۹ سال و برای بار دوم در سال ۱۹۹۹ به مدت چهار سال به حبس محکوم شد، اما در سال ۲۰۰۳ از زندان آزاد شد.
او پیش از رسیدن به رهبری اخوان مسلمین در سال ۲۰۱۰ به دلیل فعالیت‌های سیاسی و ضد حکومتی سال‌ها در زندان به سر برد. محمد بدیع چهار فرزند دارد که سه دختر و یک پسر هستند. پسر او، عمار، در جریان اعتراضات پس از کودتای ۲۰۱۳ علیه محمد مرسی کشته شد.

## اندیشه‌ها
کارشناسان محمد بدیع را، از گارد قدیم یا رهبران اخوان المسلمین می‌دانند که وابسته به جناح قطبی هاست یعنی آنهایی که تحت تأثیر افکار سید قطب، اندیشمند معروف اسلامگرا قرار دارند. سید قطب در سال ۱۹۶۶ در دوران ریاست جمهوری جمال عبدالناصر، دشمن سرسخت اخوان المسلمین، به اتهام توطئه برای براندازی رژیم، اعدام شد. بدیع پس از انتخاب به رهبری جماعت اعلام کرده بود که اصلاح جامعه تنها از راه‌های مسالمت‌آمیز و مبارزات قانونی، به دور خشونت و اجبار و از طریق گفتگو و مذاکره امکان پذیر است.  به همین دلیل در آن زمان تأکید کرد، اخوان المسلمین، تمام اشکال و انواع خشونت را از هر طرف چه حکومت و چه معارضان و چه جماعت رد می‌کند.

## دستگیری و محکومیت به اعدام
در جریان اعتراضات پس از کودتای ۲۰۱۳ علیه محمد مرسی که به اعتراض گسترده اخوان المسلمین و تحصن آن‌ها در مسجد رابعه عدویه در قاهره و چندین نقطه دیگر در مصر انجامید، محمد بدیع در جمع هواداران اخوان المسلمین ظاهر شد و دستگیری محمد مرسی را محکوم کرد. او در پیام هفتگی خود در ۲۵ ژوئیه گفت که به خدا سرنگون کردن محمد مرسی به دست ژنرال عبدالفتاح سیسی، مانند این است که کعبه را با تبر ویران کنید. دولت موقت مورد حمایت نظامیان حکم جلب او را به اتهام دست داشتن و تحریک به کشتن مخالفان محمد مرسی در ۱۰ ژوئیه ۲۰۱۳ صادر کرد. از آن لحظه او در خفا به سر برد، اما هر از گاهی در جمع هوادارانش ظاهر می‌شد. او نهایتاً در روز ۲۰ اوت ۲۰۱۳، در آپارتمانی در «شهرک نصر قاهره» دستگیر شد. پس از دستگیری وی بارها به همراه محمد مرسی در دادگاه ظاهر شد و مشروعیت دادگاه را زیر سؤال برد. در سال ۲۰۱۴ دادگاهی بدوی در مصر وی را به همراه ۶۸۲ نفر از اعضای اخوان المسلمین به اعدام محکوم کرد.